# Żandarmeria Watykańska

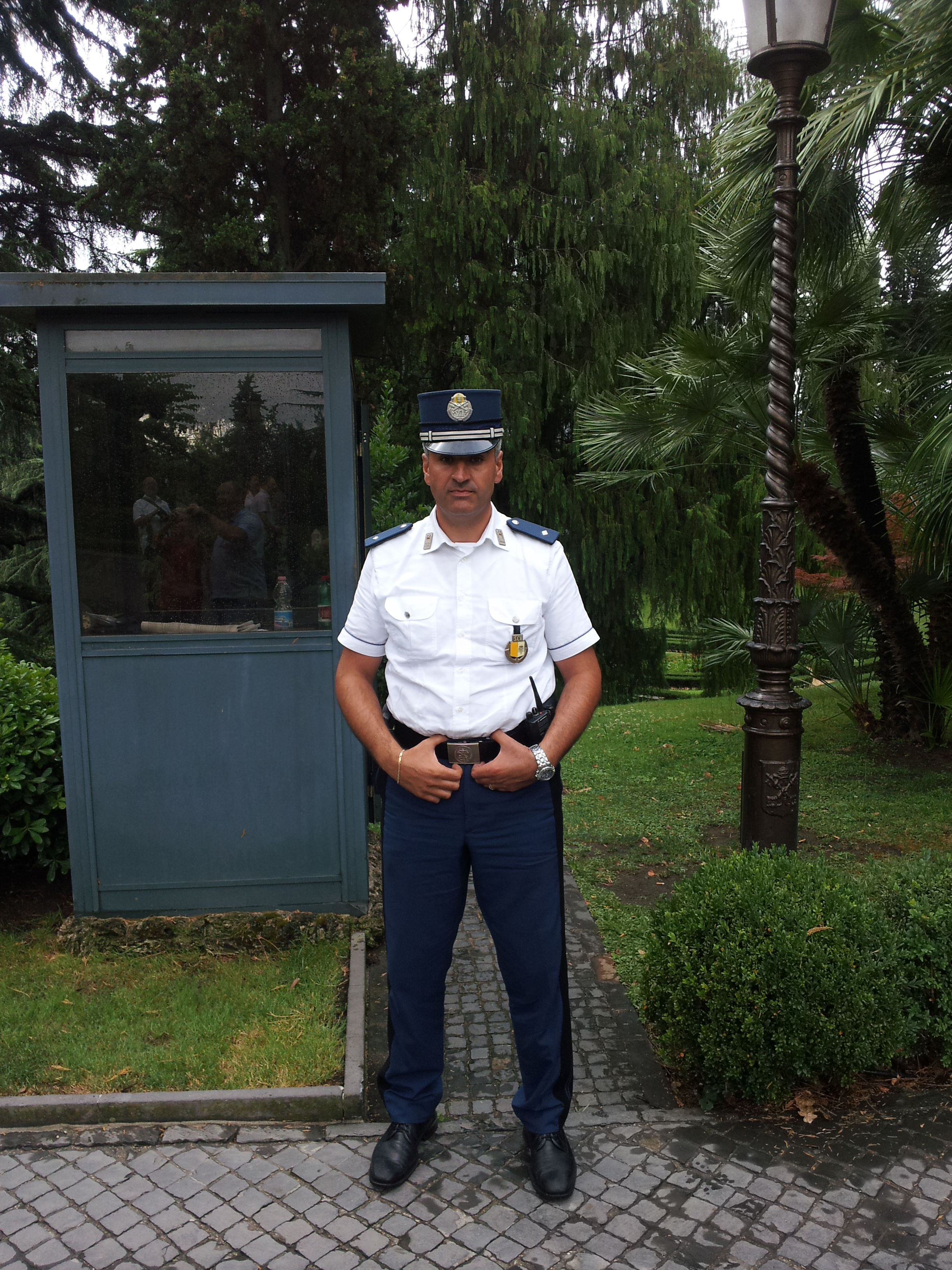
Żandarm w Watykanie (2011)

Korpus Żandarmerii Państwa Watykan – organizacja militarna, powołana przez papieża Piusa VII jako Korpus Żandarmerii w 1816 roku w celu zapewnienia bezpieczeństwa i prewencji, czyli wykonywanie zadań, które faktycznie nie należały do Gwardii Szwajcarskiej, gdyż ta jest formacją reprezentacyjną. Podlega Departamentowi Bezpieczeństwa i Obrony Cywilnej Gubernatoratu Państwa Watykańskiego.
Żandarmeria Watykańska jest odpowiednikiem policji, ochrania terytorium Watykanu. Do zadań Żandarmerii należą także działania z zakresu kryminalistyki, jeżeli takie na terenie tego państwa się pojawią. Żandarmeria w przeciwieństwie do Gwardii Szwajcarskiej prowadzi aktywną ochronę papieża i większość z nieumundurowanych pracowników służb ochrony pojawiających się w pobliżu biskupa Rzymu to właśnie żandarmi. Składa się z czterech plutonów i orkiestry.
Aktualnym dowódcą Korpusu Żandarmerii Państwa Watykan jest Generalny Inspektor Gianluca Gauzzi Broccoletti. Według danych z 2012 roku Żandarmeria Watykanu liczyła 150 funkcjonariuszy.